# Campionati norvegesi di sci alpino 2000
I Campionati norvegesi di sci alpino 2000 si svolsero a Hafjell dal 25 marzo al 2 aprile. Il programma incluse gare di discesa libera, supergigante, slalom gigante, slalom speciale e combinata, sia maschili sia femminili.
Trattandosi di competizioni valide anche ai fini del punteggio FIS, poterono partecipare anche sciatori di altre federazioni, senza che questo consentisse loro di concorrere al titolo nazionale norvegese.

## Risultati

### Uomini

#### Discesa libera
| Pos. | Atleta                | Nazione  | Tempo   |
| ---- | --------------------- | -------- | ------- |
| 1    | Kjetil André Aamodt   | Norvegia | 1:36,82 |
| 2    | Bjarne Solbakken      | Norvegia | 1:37,19 |
| 3    | Åne Sæter             | Norvegia | 1:37,21 |
| 4    | Lasse Paulsen         | Norvegia | 1:37,25 |
| 5    | Audun Grønvold        | Norvegia | 1:37,27 |
| 6    | Trygve Sande          | Norvegia | 1:38,86 |
| 7    | Knut Arne Furseth     | Norvegia | 1:38,90 |
| 8    | Sondre Elvestad       | Norvegia | 1:39,08 |
| 9    | Stein Kristian Strand | Norvegia | 1:39,22 |
| 10   | Stian Aam Moltudal    | Norvegia | 1:39,32 |

Data: 30 marzo

#### Supergigante
| Pos. | Atleta                 | Nazione  | Tempo   |
| ---- | ---------------------- | -------- | ------- |
| 1    | Lasse Paulsen          | Norvegia | 1:09,10 |
| 2    | Bjarne Solbakken       | Norvegia | 1:10,59 |
| 3    | Åne Sæter              | Norvegia | 1:10,73 |
| 4    | Stian Aam Moltudal     | Norvegia | 1:10,93 |
| 5    | Audun Grønvold         | Norvegia | 1:11,08 |
| 6    | Trygve Sande           | Norvegia | 1:11,28 |
| 7    | Lars Birger Vik Hansen | Norvegia | 1:11,28 |
| 8    | Sondre Elvestad        | Norvegia | 1:11,35 |
| 9    | Jarl Rune Kjæmperud    | Norvegia | 1:11,66 |
| 10   | Truls Ove Karlsen      | Norvegia | 1:11,79 |

Data: 25 marzo

#### Slalom gigante
| Pos. | Atleta                 | Nazione  | Tempo   |
| ---- | ---------------------- | -------- | ------- |
| 1    | Bjarne Solbakken       | Norvegia | 2:22,19 |
| 2    | Kjetil André Aamodt    | Norvegia | 2:22,68 |
| 3    | Patrik Järbyn          | Svezia   | 2:23,35 |
| 4    | Are Torpe              | Norvegia | 2:23,94 |
| 5    | Lasse Paulsen          | Norvegia | 2:23,96 |
| 6    | Charlie Bergendahl     | Svezia   | 2:24,93 |
| 7    | Arnt Georg Kolle       | Norvegia | 2:25,16 |
| 8    | Lars Birger Vik Hansen | Norvegia | 2:25,23 |
| 9    | Kai Are Fossland       | Norvegia | 2:25,50 |
| 10   | Truls Ove Karlsen      | Norvegia | 2:25,55 |

Data: 1º aprile

#### Slalom speciale
| Pos. | Atleta                         | Nazione  | Tempo   |
| ---- | ------------------------------ | -------- | ------- |
| 1    | Ole Kristian Furuseth          | Norvegia | 1:46,22 |
| 2    | Kjetil André Aamodt            | Norvegia | 1:47,19 |
| 3    | Åne Sæter                      | Norvegia | 1:48,35 |
| 4    | Truls Ove Karlsen              | Norvegia | 1:49,09 |
| 5    | Arnt Georg Kolle               | Norvegia | 1:49,13 |
| 6    | Harald Christian Strand Nilsen | Norvegia | 1:49,80 |
| 7    | Andreas Damstuen               | Norvegia | 1:50,41 |
| 8    | Hans Petter Buraas             | Norvegia | 1:50,58 |
| 9    | Kai Are Fossland               | Norvegia | 1:50,99 |
| 10   | Stein Kristian Strand          | Norvegia | 1:51,86 |

Data: 2 aprile

#### Combinata
| Pos. | Atleta              | Nazione  |
| ---- | ------------------- | -------- |
| 1    | Kjetil André Aamodt | Norvegia |
| 2    | ?                   | ?        |
| 3    | ?                   | ?        |

### Donne

#### Discesa libera
| Pos. | Atleta                | Nazione  | Tempo   |
| ---- | --------------------- | -------- | ------- |
| 1    | Ingeborg Helen Marken | Norvegia | 1:42,34 |
| 2    | Andrine Flemmen       | Norvegia | 1:42,43 |
| 3    | Gro Kvinlog           | Norvegia | 1:42,99 |
| 4    | Lisa Bremseth         | Norvegia | 1:43,08 |
| 5    | Kristine Heggelund    | Norvegia | 1:44,28 |
| 6    | Siri Bjørgen          | Norvegia | 1:44,92 |
| 7    | Nike Bent             | Svezia   | 1:45,18 |
| 8    | Gunhild Dugstad       | Norvegia | 1:45,88 |
| 9    | Anne Marie Müller     | Norvegia | 1:45,91 |
| 8    | Caroline Schicht      | Norvegia | 1:46,13 |

Data: 30 marzo

#### Supergigante
| Pos. | Atleta                | Nazione  | Tempo   |
| ---- | --------------------- | -------- | ------- |
| 1    | Andrine Flemmen       | Norvegia | 1:13,50 |
| 2    | Ingeborg Helen Marken | Norvegia | 1:13,75 |
| 3    | Lisa Bremseth         | Norvegia | 1:14,13 |
| 4    | Gro Kvinlog           | Norvegia | 1:14,21 |
| 5    | Kristine Heggelund    | Norvegia | 1:14,49 |
| 6    | Hedda Berntsen        | Norvegia | 1:16,10 |
| 7    | Anne Marie Müller     | Norvegia | 1:16,16 |
| 8    | Stina Hofgård Nilsen  | Norvegia | 1:16,27 |
| 9    | Caroline Schicht      | Norvegia | 1:16,44 |
| 10   | Siri Bjørgen          | Norvegia | 1:16,45 |

Data: 25 marzo

#### Slalom gigante
| Pos. | Atleta                | Nazione  | Tempo   |
| ---- | --------------------- | -------- | ------- |
| 1    | Andrine Flemmen       | Norvegia | 2:27,82 |
| 2    | Kristine Heggelund    | Norvegia | 2:30,07 |
| 3    | Lisa Bremseth         | Norvegia | 2:30,93 |
| 4    | Hedda Berntsen        | Norvegia | 2:31,43 |
| 5    | Gro Kvinlog           | Norvegia | 2:31,75 |
| 6    | Gunhild Dugstad       | Norvegia | 2:32,71 |
| 7    | Anne Marie Müller     | Norvegia | 2:33,55 |
| 8    | Lena Stenli Pedersen  | Norvegia | 2:33,97 |
| 9    | Kristin Åkerøy        | Norvegia | 2:35,31 |
| 10   | Ingeborg Helen Marken | Norvegia | 2:35,32 |

Data: 1º aprile

#### Slalom speciale
| Pos. | Atleta            | Nazione   | Tempo   |
| ---- | ----------------- | --------- | ------- |
| 1    | Trine Bakke       | Norvegia  | 1:47,66 |
| 2    | Hedda Berntsen    | Norvegia  | 1:48,11 |
| 3    | Line Viken        | Norvegia  | 1:49,90 |
| 4    | Marte Kinn Dolva  | Norvegia  | 1:52,05 |
| 5    | Pia Rivelsrud     | Norvegia  | 1:54,00 |
| 6    | Andrine Flemmen   | Norvegia  | 1:54,02 |
| 7    | Nike Bent         | Svezia    | 1:54,19 |
| 7    | Anu Pesonen       | Finlandia | 1:54,19 |
| 9    | Cecilie Klavestad | Norvegia  | 1:54,86 |
| 10   | Katja Jantunen    | Finlandia | 1:54,96 |

Data: 2 aprile

#### Combinata
| Pos. | Atleta          | Nazione  |
| ---- | --------------- | -------- |
| 1    | Andrine Flemmen | Norvegia |
| 2    | ?               | ?        |
| 3    | ?               | ?        |